# Hemidactylus persicus
Espèce
Synonymes
- Hemidactylus bornmuelleri Werner, 1895

Hemidactylus persicus est une espèce de geckos de la famille des Gekkonidae.

## Répartition
Cette espèce se rencontre au Gujarat en Inde, au Pakistan, en Iran, en Irak, au Koweït, en Arabie saoudite, à Bahreïn, aux Émirats arabes unis et en Oman.

## Étymologie
Son nom d'espèce lui a été donné en référence au lieu de sa découverte, la Perse, l'ancien nom de l'Iran.

## Publication originale
- Anderson, 1872 : On some Persian, Himalayan, and other Reptiles. Proceedings of the Zoological Society of London, vol. 1872, p. 371-404 (texte intégral).